# TCz-5 Niewskoje (stacja metra)
Zajezdnia TCz-5 (ros. Электродепо ТЧ-5), zwana też zajezdnią Niewskoje (ros. Электродепо Не́вское) – jedna z zajezdni, znajdującego się w Petersburgu systemu metra. Stanowi zaplecze dla linii Newsko-Wasileostrowskiej i Prawobrzeżnej.

## Charakterystyka
Zajezdnia TCz-5 swoją działalność rozpoczęła w 1986 roku i od samego początku jej zadaniem było zagwarantowanie obsługi otwartej niedawno linii Prawobrzeżnej. Zajezdnia zlokalizowana została jednak na linii Newsko-Wasileostrowskiej, za stacją Rybackoje. W 1995 roku, wskutek zalania tuneli na jednym z odcinków metra, pod jurysdykcję TCz-5 przeszła także wspomniana linia Newsko-Wasileostrowskaja. W latach dziewięćdziesiątych TCz-5 przekazano sprzęt z zajezdni TCz-3 Moskowskoje. Zajezdnia okazała się być jednak zbyt mała by sprostać wymaganiom obsługi dwóch linii, pociągi nie mieściły się w halach postojowych i musiały być zatrzymywane w tunelach metra. Głównie z tego powodu, 1 lutego 2000 roku, obsługa linii Prawobrzeżnej przeszła do nowej zajezdni TCz-6 Wyborgskoje. Część napraw jednak w dalszym ciągu była przeprowadzana tutaj. W pierwszej dekadzie XXI wieku nastąpiła akcja naprawy taboru gromadzonego na TCz-5, głównie z uwagi na fakt, że petersburskiego metra nie stać było na zakup nowych jednostek, musiało się więc ono ratować serią remontów. W 2008 roku pod opiekę Niewskoje powróciła linia Prawobrzeżna. W 2011 roku do zajezdni przekazane zostały nowo zakupione jednostki. Przeprowadzane są tutaj niezbędne prace naprawcze taboru, znajdują się także stacje postojowe dla pojazdów, a także magazyny i pomieszczenia biurowe.